# Großer Hans

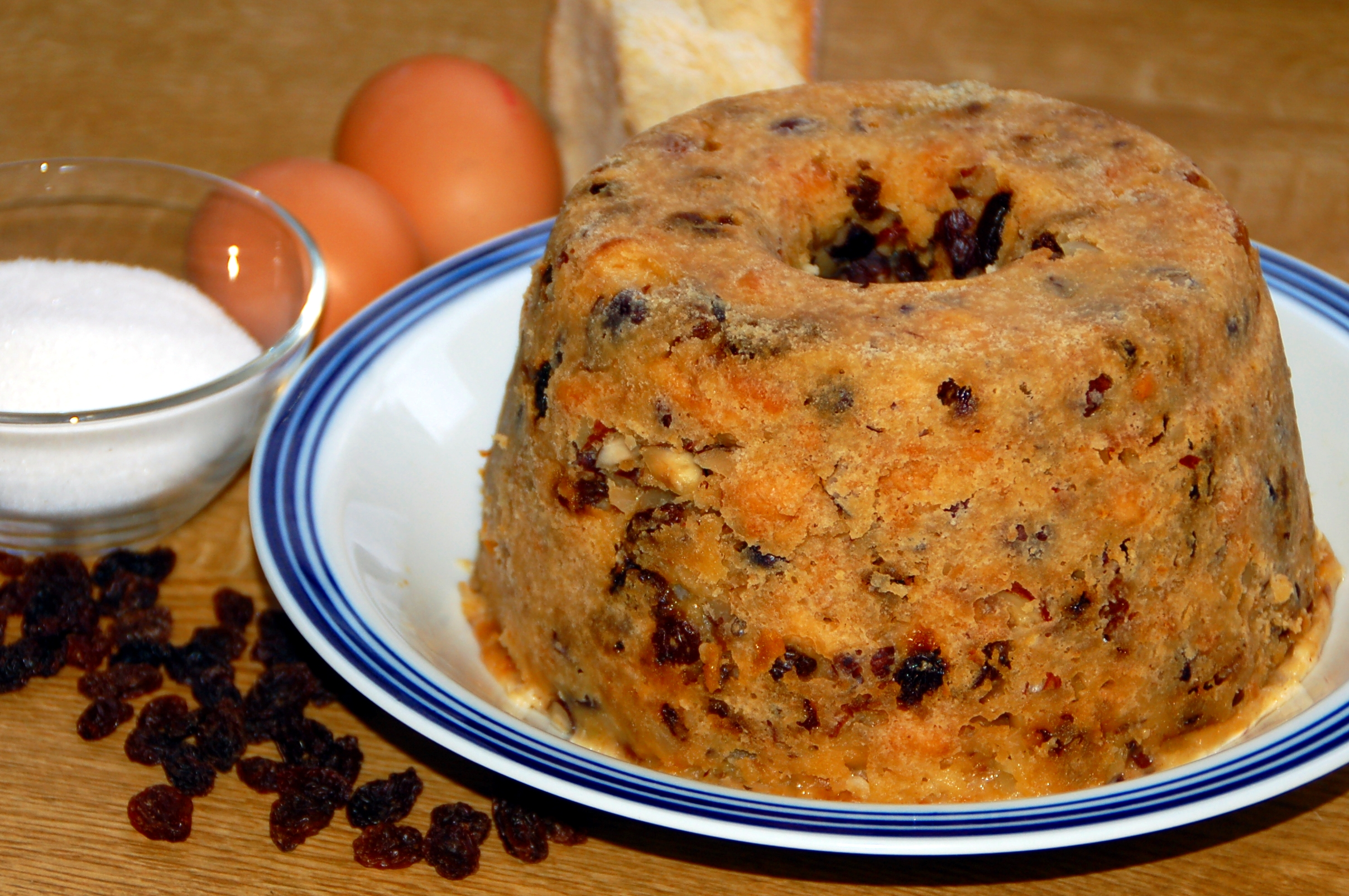
Großer Hans

Großer Hans, oft mit seinen niederdeutschen Namen Groter Hans (Grooter Hans) bezeichnet, ist ein Gericht, das seine Herkunft an der schleswig-holsteinischen Westküste in Dithmarschen und Nordfriesland hat.
Der Große Hans ähnelt dem Dithmarscher Mehlbeutel (Mehlbüddel), er kann sowohl mit süßen als auch mit herzhaften Beilagen gereicht werden. Ursprünglich wurde für den Großen Hans altbackenes Weizenbrot verwendet, heute nimmt man entweder einen Mehl/Hefeteig (was ihn an eine Dampfnudel erinnern lässt) oder einen Grundteig aus Grieß, Milch und Eiern. Das Grundrezept für den großen Hans kann von Region zu Region variieren, so dass sich sehr unterschiedliche „Familienrezepte“, z. B. mit Zwieback oder Rosinen im Teig des Großen Hans, entwickelt haben. Er wird in einer Puddingsturzform im Wasserbad zum Stocken gebracht und unterscheidet sich somit vom Mehlbeutel, der zum Garen in ein Leinentuch eingeschlagen und in den Dampf kochenden Wassers gehängt wird.
Der Große Hans wird als Hauptgericht mit Kasseler, Schweinebacke und Mettenden sowie Kompott, heißen Kirschen oder seltener Marmelade gegessen, aber auch als Dessert – dann ohne die Fleischbeilagen – serviert. Beliebt ist auch, seine kalten Reste in Butter zu braten.